# 小池口戰鬥
小池口戰鬥發生於1938年7月24日－30日，地點則是在中國鄂東南一帶。是抗日戰爭主要戰鬥之一，交戰一方為守軍之國民革命軍，另一方則為日軍。
小池口即今小池镇，地处湖北、安徽、江西三省交界之处。与江西九江县隔长江相对。